# HMS Ajax (1912)
El HMS Ajax fue un acorazado británico de la clase King George V (uno de los cuatro buques que componían la clase). Fue el sexto buque de la Royal Navy con el nombre del héroe Ajax

## Historial
Su quilla, fue puesta sobre las gradas de los astilleros Scotts en Greenock en el río Clyde el 27 de febrero de 1911. Fue botado el 21 de marzo de 1912 y entregado a la Royal Navy el 31 de octubre de 1913 con un coste total de 1.889.387 libras.
Al inicio de la contienda, el HMS  Ajax  formaba parte de la segunda escuadra de combate de la Gran Flota británica. El 27 de octubre de 1914, la segunda escuadra de combate, compuesta de los 'super-dreadnoughts'  HMS King George V, HMS Ajax,  HMS Centurion, HMS Audacious, HMS Monarch, HMS Thunderer y HMS Orion, abandonaron Lough Swilly para realizar unos ejercicios de tiro, en el transcurso de los cuales, resultó hundido el HMS Audacious al chocar con una mina al norte de la costa de Donegal en Irlanda.
Participó en la Batalla de Jutlandia en 1916, y posteriormente, fue enviado al Mediterráneo y al Mar Negro en 1919 en apoyo del movimiento blanco durante la Guerra Civil Rusa.
Como resultado del  Tratado Naval de Washington firmado en 1922 y del que Gran Bretaña era signataria y que requería de sus miembros una reducción de las fuerzas navales, fue dado de baja en 1924,  y vendido para desguace el 9 de noviembre de 1926